# 7963 Falcinelli
7963 Falcinelli este un asteroid din centura principală de asteroizi.

## Descriere
7963 Falcinelli este un asteroid din centura principală de asteroizi. A fost descoperit pe 1 februarie 1995 la observatorul astronomic Santa Lucia din Stroncone. Asteroidul prezintă o orbită caracterizată de o semiaxă mare de 2,59 ua, o excentricitate de 0,18 și o înclinație de 12,7° în raport cu ecliptica.